# Анатомический музей
Анатоми́ческий музе́й или кабинет (лат. museum anatomicum) — собрание анатомических препаратов, естественных и искусственных, хранящихся в особенных помещениях и расположенных в определённом порядке; постоянная выставка анатомических экспонатов.
По различию препаратов, анатомические музеи или кабинеты получали различные названия: нормальной анатомии, анатомо-патологические, зоотомические и т. д. Цели и назначение таких кабинетов различны: как вспомогательные средства для преподавания или хранилища разных редких и важных для науки препаратов, также для наглядного знакомства публики со строением человека и животных.

## На Западе
В Европе и Америке при университетах, академиях и разных учёных обществах образовывались анатомические музеи: анатомо-физиологические или патологические, зоотомические и сравнительно-анатомические. Особенно славились своими коллекциями музеи:
- лейденский, описанный Сандифортом;
- берлинский;
- венский (Museum des Pathologisch-anatomischen Institutes, год создания 1796);
- лондонский (en:Hunterian Museum and Art Gallery — хантеровский или гентеровский[2]);
- парижский (основан в 1835 году).

## В России
В России выделялись:
- анатомическое собрание препаратов, принадлежавшее академии наук и помещавшееся в одном из залов кунсткамеры; оно включало знаменитую коллекцию анатомических препаратов, купленных Петром у голландского анатома Рюйша;
- анатомический кабинет при петербургской медико-хирургической академии; в нём находились старые препараты берлинского врача Либрекина (куплено при Екатерине Великой), английских хирургов Крюйкшенка и Томас (купл. в 1806), препараты Буяльского, Малахова, Яворского, Каменецкого, Земского и др.; основанная Н. И. Пироговым обширная коллекция анатомо-патологических препаратов; коллекция анатомо-физиологических препаратов профессора Грубера, особенно богатая аномалиями; последние две существовали с 1846 года, то есть с основания анатомического института (препаровочной) при академии;
- анатомический кабинет при московском университете, основанный анатомом Лодером и имевший несколько тысяч препаратов;
- кабинет при казанском университете, имевший препараты из воска и бумажной массы работы бывшего прозектора анатомии при казанском университете Барминского.